# José da Rocha Furtado
José da Rocha Furtado (União, 24 de fevereiro de 1909 – Fortaleza, 27 de fevereiro de 2005) foi um médico e político brasileiro, primeiro governador do Piauí eleito por voto direto após fim do Estado Novo.

## Dados biográficos
Formado em Medicina pela Universidade Federal do Rio de Janeiro em 1932 com especialização em Cirurgia Geral, foi chefe da clínica cirúrgica e diretor do Hospital Getúlio Vargas em Teresina e presidente do Instituto de Assistência Hospitalar, ingressando no Colégio Brasileiro de Cirurgiões em 1945.
Eleito governador do Piauí via UDN em 1947, governou o tempo inteiro em confronto com o PSD, partido majoritário na Assembleia Legislativa do Piauí e cujo candidato, Gaioso e Almendra, fora derrotado por José da Rocha Furtado. Graças ao peso de sua bancada, o PSD determinou os rumos da constituição estadual promulagada em 22 de agosto de 1947 e elegeu, por via indireta, o vice-governador Osvaldo da Costa e Silva. A recusa governamental em aceitar a efetivação de funcionários públicos nomeados pelo PSD antes da nova Carta Magna estadual desencadeou conflitos entre situação e oposição, resultando em pedidos de intervenção federal descartados mediante acordo político. Alquebrado pelos conflitos incessantes, José da Rocha Furtado enfrentou um processo de impeachment, afinal rechaçado. 
Em seu governo houve eleições municipais em 1948 e construíram a usina termoelétrica de Teresina. Após deixar o Palácio de Karnak, encerrou sua incursão na política e fixou residência em Fortaleza, onde clinicou até 1988. Membro da Associação Cearense de Medicina e da Academia Brasileira de Medicina Militar, foi secretário de Saúde no governo Plácido Castelo, recebeu o título de cidadão cearense em 1971 e anos depois tornou-se membro emérito do Colégio Brasileiro de Cirurgiões. Faleceu vítima de insuficiência cardíaca.